# Neuronema omeishanum
Neuronema omeishanum är en insektsart som beskrevs av C.-k. Yang 1964. Neuronema omeishanum ingår i släktet Neuronema och familjen florsländor. Inga underarter finns listade i Catalogue of Life.